# Despertador de viatge

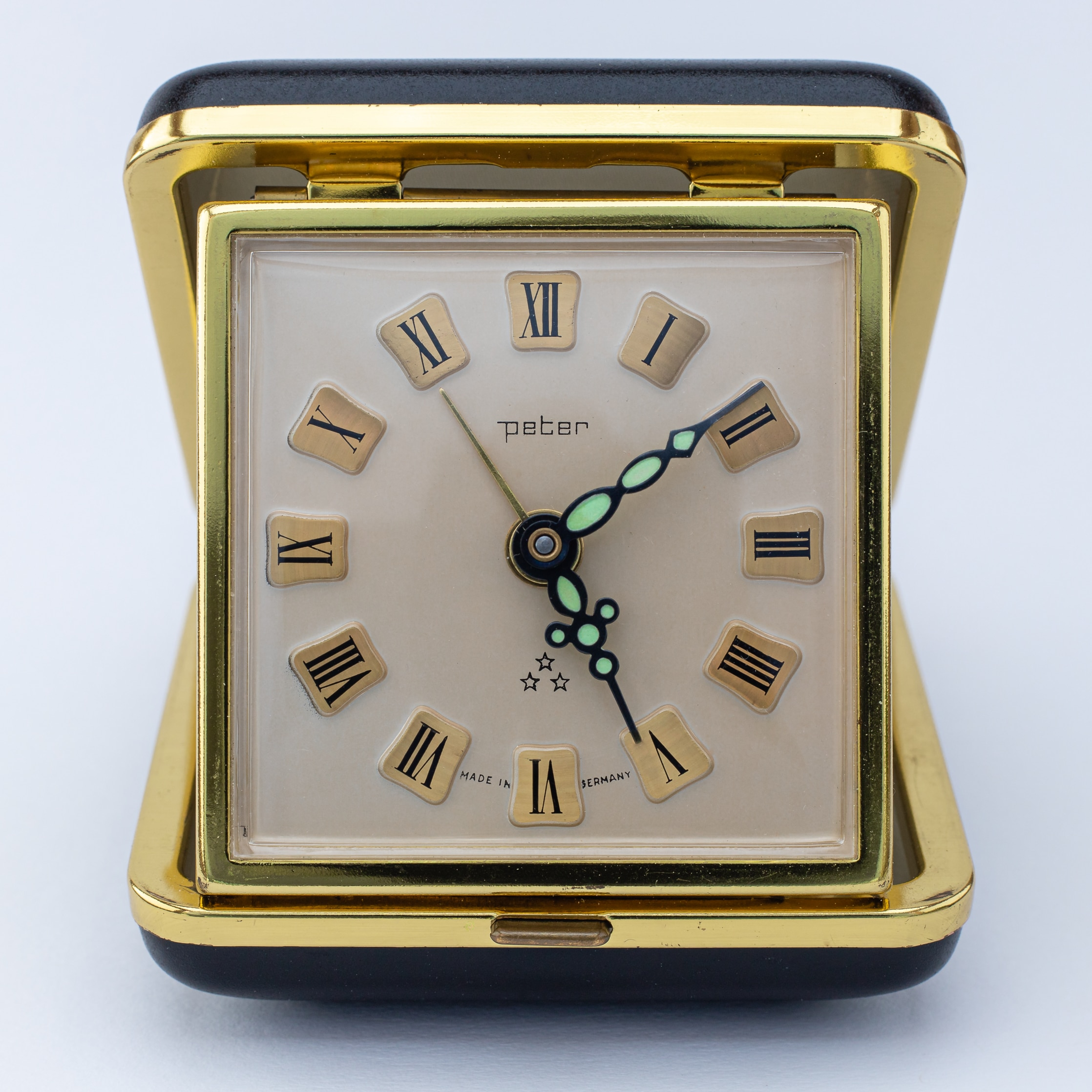
Despertador de viatge Peter, al voltant de 1960

Un despertador de viatge, rellotge de viatge i en alguns casos despertador de petaca, és un despertador la característica primordial del qual és que ha de tenir unes mides, disseny i pes, que ho facin fàcilment transportable durant un viatge, per la qual cosa normalment sol estar contingut en una caixa o estoig. En el cas de se despertador la caixa ha de deixar passar el senyal acústic per poder despertar del son a l'hora establerta o recordar una cita concreta.

## Història
Durant molt de temps, els rellotges van ser articles de luxe. Per a la majoria de la població, el somni acabava quan clarejava o quan cantava el gall. Els pocs que s'havien d'aixecar abans de l'alba eren despertats pel vigilant nocturn. Tanmateix, els rellotges amb una funció d'alarma addicional han existit durant tant de temps com els rellotges clàssics, és a dir, des del segle XIV. . L'obra mestra de Dante, la seva Divina Comèdia de 1320, hi ha una descripció molt precisa d'un rellotge equipat amb un mecanisme de campanes.
S'han conservat descripcions de rellotges d'aigua des de l'antiguitat, on el nivell de l'aigua en un recipient indicava l'hora. A la majoria s'inserien flotadors, que activaven campanes o figures a través d'una palanca quan arribava a un cert nivell d'ompliment. Als monestirs del segle XII, els despertadors amb senyals de campana recordaven les persones que complissin amb els temps de pregària. Tot i això, aquests "rellotges" no han arribat fins als nostres dies, més que en forma de manuscrits.
Els despertadors més antics que s'hi conserven són els rellotges de paret que indicaven als guàrdies de la torre que toquessin les campanes de l'església. Aquests anomenats rellotges de torre daten dels segles XV i XVI.

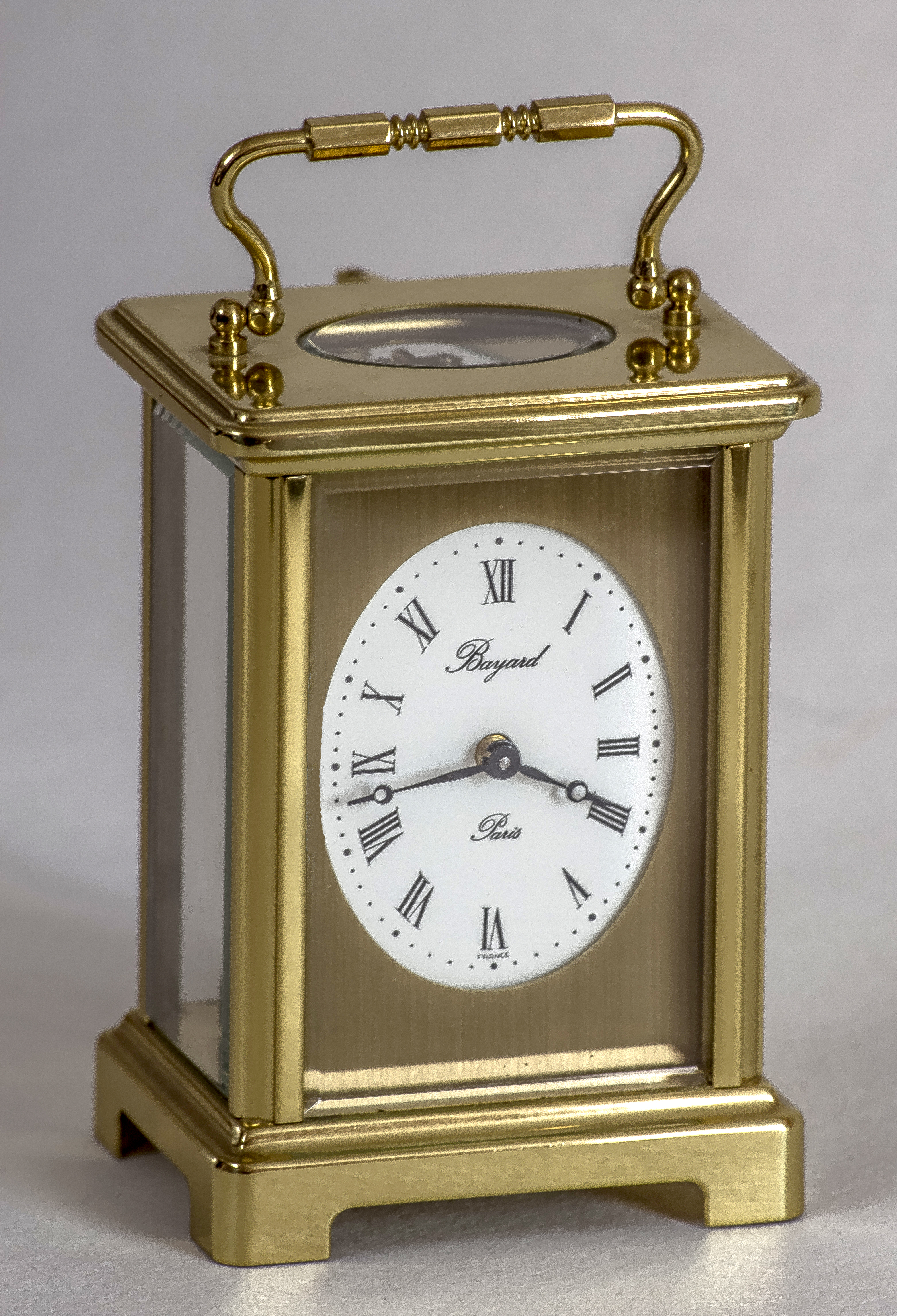
Despertador de viatge tipus "Pendule_de voyage"

### Renaixement i Barroc
Amb la invenció del volant i el ressort com a dipòsit d'energia, els despertadors s incloent funció d'alarma, es van tornar portàtils. Eren populars com a accessoris de luxe per a ciutadans rics i nobles. No obstant això, encara no havien de ser utilitzats en el viatge, sinó únicament a les casernes de nit o al lloc d'arribada.
Per viatjar amb carruatge o a cavall, dels segles XVII al XIX Rellotges de butxaca una mica grossos amb alarma. Indiquen l'ús previst en el seu nom "rellotges de carruatge". Aquests rellotges de carruatge mantenien un temps raonablement precís malgrat els sots i el balanceig dels camins plens de sots.
Amb el canvi de l'era moderna, van aparèixer els primers despertadors de viatge, els "despertadors dels oficials", que s'usaven principalment per despertar els oficials. En els cercles adinerats, aquests rellotges portàtils eren valorats com a companys de viatge. Per tant, també van ser anomenats "Pendule de Voyage".
A partir de les dècades de 1860 i 1870, el “despertador de París”, produït inicialment a França, era molt compacte. A diferència de la contrapart nord-americana, encara tenia un mecanisme de rellotgeria amb plaques i engranatges sòlids. Aquest despertador amb un pèndol curt estava més dirigit a les llars de classe mitjana baixa.

### Industrialització

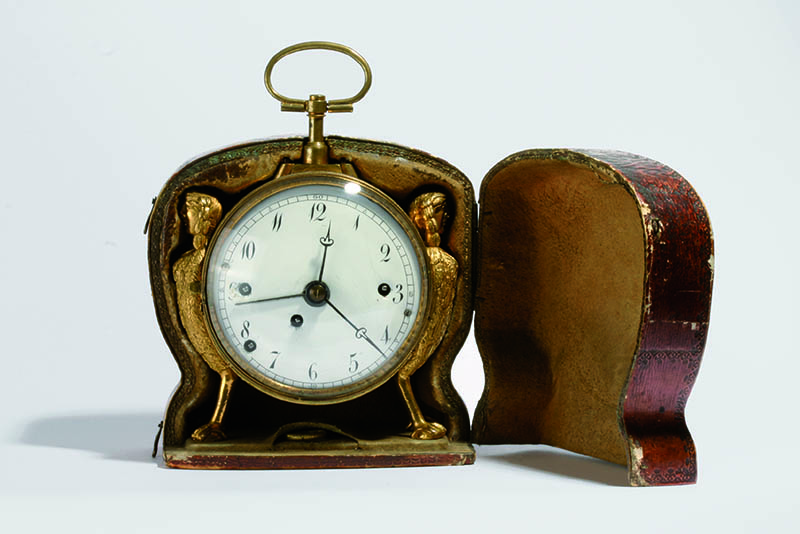
Despertador de viatge, Viena al voltant de 1820

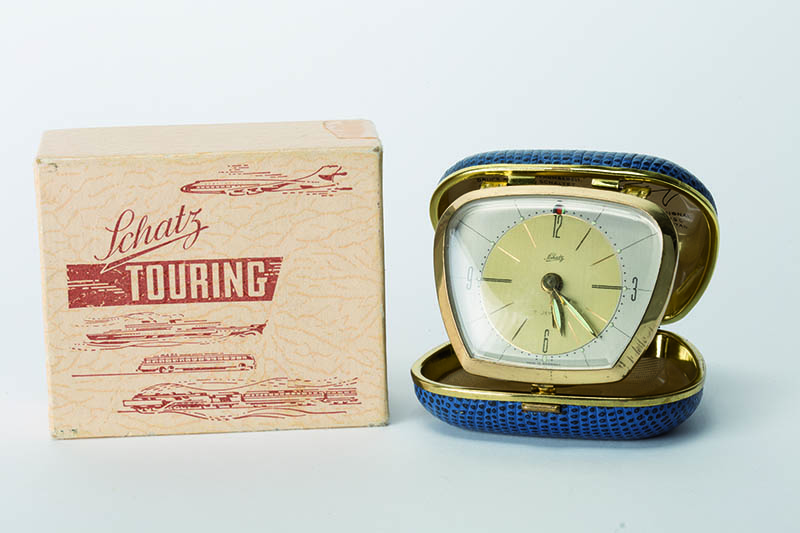
Despertador de petaca, Schatz, Triberg al voltant de 1956

A finals del segle XIX, els treballadors i empleats havien d'arribar a temps a la feina. Durant molt de temps, els robustos rellotges de fusta dels tallers i fàbriques de la Selva Negra van ser la forma més econòmica de despertar-se de manera fiable. Els rellotges de taula de fabricació industrial amb funció d'alarma basats en el model americà dels cottage clocks eren una mica més cars.
A principis del segle xx, el despertador de viatge es va adaptar al gust de lèpoca. La campana adjunta va desaparèixer, la paret del darrere servia com a caixa de ressonància. Els colors forts van donar als despertadors un aspecte amigable. Es van crear innombrables formes perquè tothom pogués trobar “el seu” despertador. També es va millorar la el moviment alarma : hi havia despertadors amb repetidor, amb to inflat o amb moviment suau. Gràcies als ferrocarrils ia automòbils, el despertador ara es feia servir sovint en els viatges. Hi ha despertadors de viatge amb una caixa especial per a aquest propòsit.
Un despertador de viatge de polsera va ser patentat el 1908 per l'empresa Eterna . Els models de despertador de viatge de tipus polsera més coneguts van ser el Memovox de Jaeger-LeCoultre el 1950 i el Duofon de Pierce el 1955. Si bé els habitatges es van adaptar al gust contemporani de la societat, la tecnologia es va mantenir igual durant molt de temps. Només amb l'electrònica va canviar la construcció dels mecanismes dels despertadors de viatge. La revolució del quars i la tecnologia de ràdio rellotge van assegurar que els despertadors de viatge d'alta precisió aviat estiguessin disponibles per pocs diners.
Des de finals del segle XX i principis del segle XXI, els despertadors de viatge van ser reemplaçats a poc a poc, ja que estan incorporats com una característica addicional en molts dispositius que contenen un rellotge, com ara telèfons mòbils o telèfons intel·ligents amb sistemes d'alarma integrats i el despertador de viatge va anar quedant relegat a l'oblit.

## Despertador de petaca

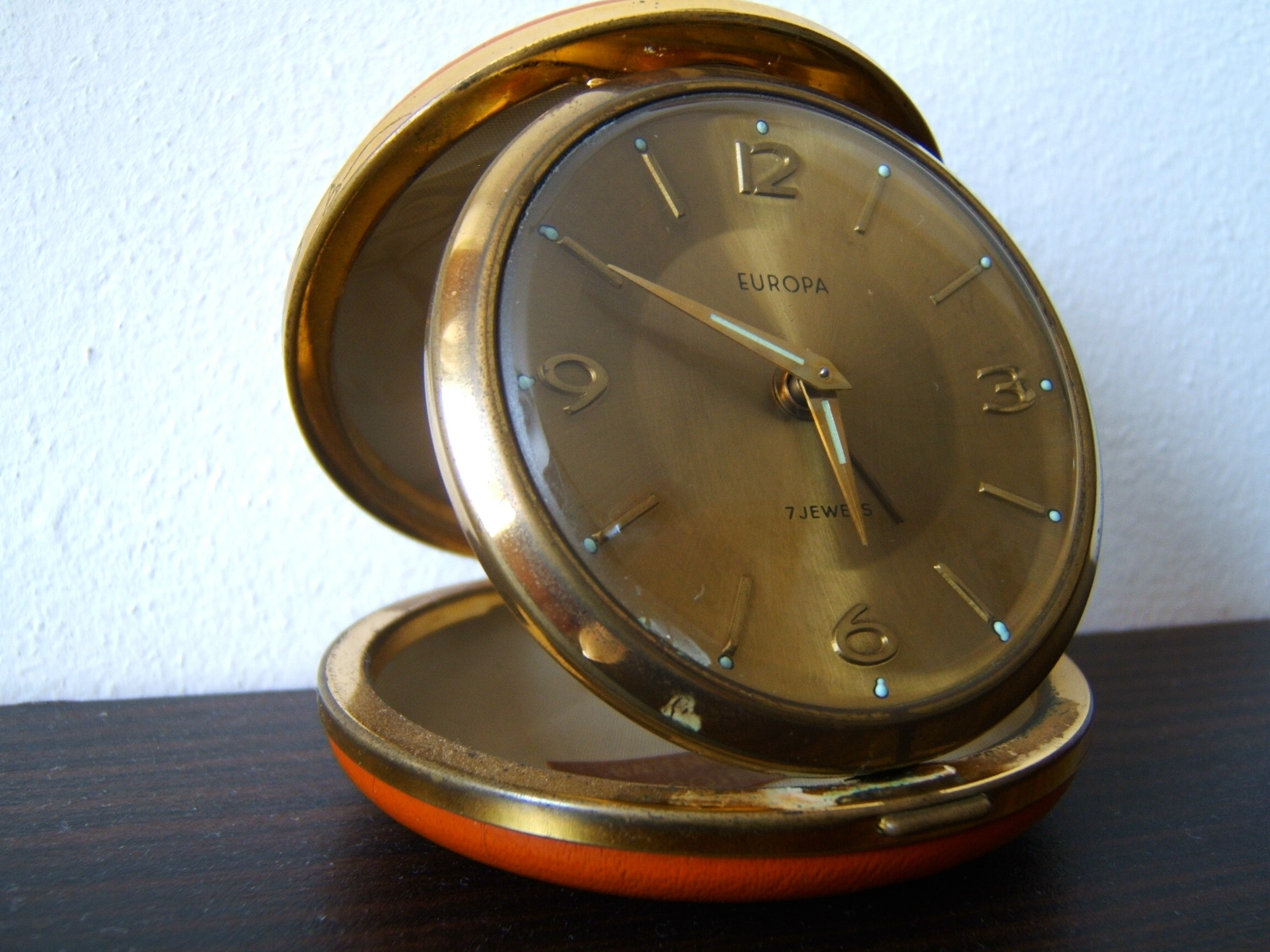
Rellotge de petaca Europa, 1960

Amb la invenció dels rellotges portàtils al segle XVI, el despertador de viatge es va tornar mòbil gràcies al ressort com a acumulador denergia i al volant. A la dècada de 1920, despertadors de viatge es van fabricar en massa amb una mobilitat cada vegada més gran. Al principi s'assemblaven als despertadors de viatge d'èpoques anteriors, se'ls va cobrir amb un elegant estoig que protegia el rellotge mentre viatgi. A la nit es treia el rellotge de la funda protectora i es col·locava sobre la tauleta de nit. Més tard, la maquinària es va unir de forma fixa mitjançant una frontissa a la funda en forma de petaca. Així l'estoig no només protegia el despertador, sinó que també n'era el suport.

## Pantalla digital

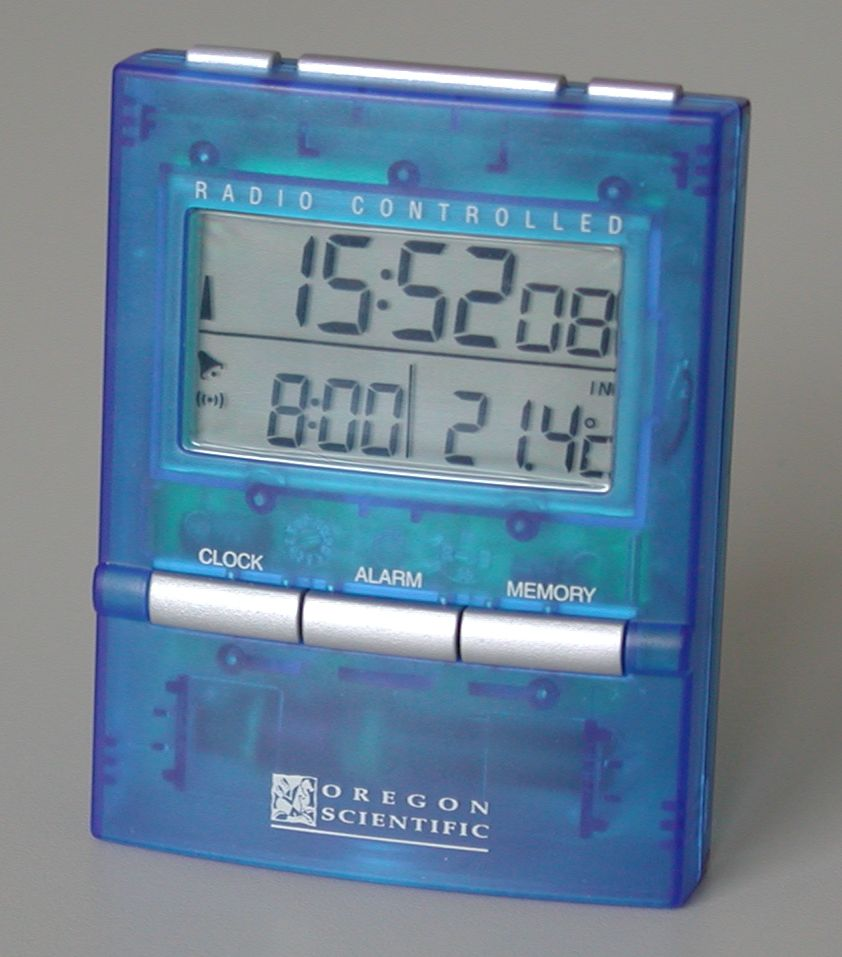
Despertador de viatge digital

Els despertadors de viatge digitals tenen un mecanisme de rellotgeria electrònic amb l'opció de mostrar diverses dades a través de la pantalla. Això permet integrar nombroses funcions addicionals que serien difícils o impossibles d'implementar en despertadors mecànics o electromecànics. A més de les funcions addicionals habituals dels rellotges digitals, en alguns models es poden prefixar alarmes addicionals que també poden dependre del dia de la setmana, o un despertador automàtic quan la temperatura exterior baixa per sota un valor especificat.

## Botó de repetició
El botó de repetició (anglès: 'snooze button' botón de siesta) s'utilitza per interrompre breument l'alarma del despertador (per continuar "dormint"). L'alarma torna a sonar després d'un cert període, segons el dispositiu, al cap de cinc o deu minuts. Aquesta interrupció es pot repetir tantes vegades com vulgueu, finalment, l'alarma només es pot apagar desactivant el botó d'alarma. El botó de repetició generalment està dissenyat perquè sigui fàcil de trobar a la foscor. A més d'aquest botó, Braun va introduir diversos models a la dècada de 1980 l'alarma dels quals també es podia parar mitjançant "control de veu"

## Fabricants de rellotges de petaca
- Europa, Micro (rellotges), Peter, Schatz

## Galeria

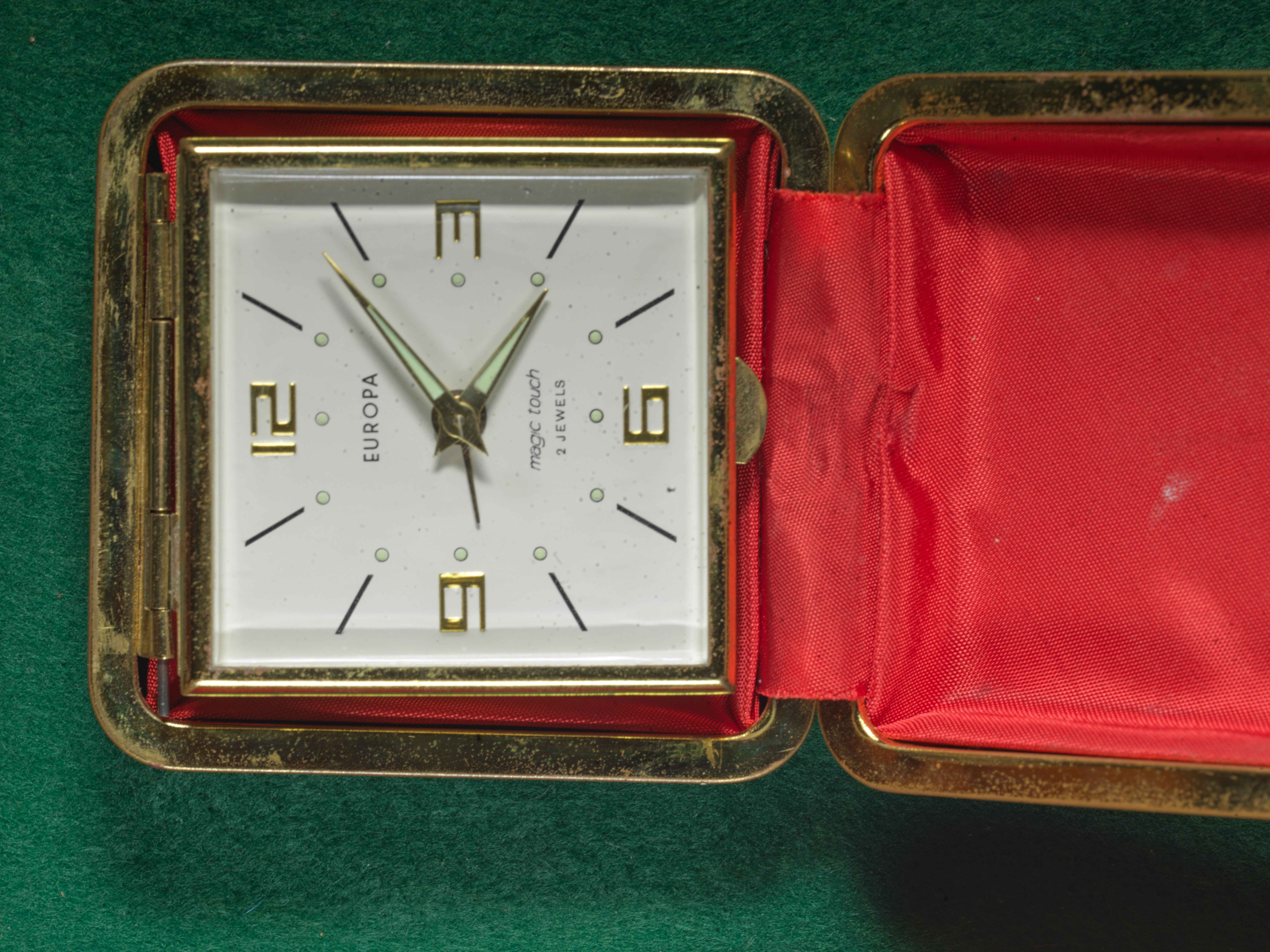
Despertador de petaca Europa
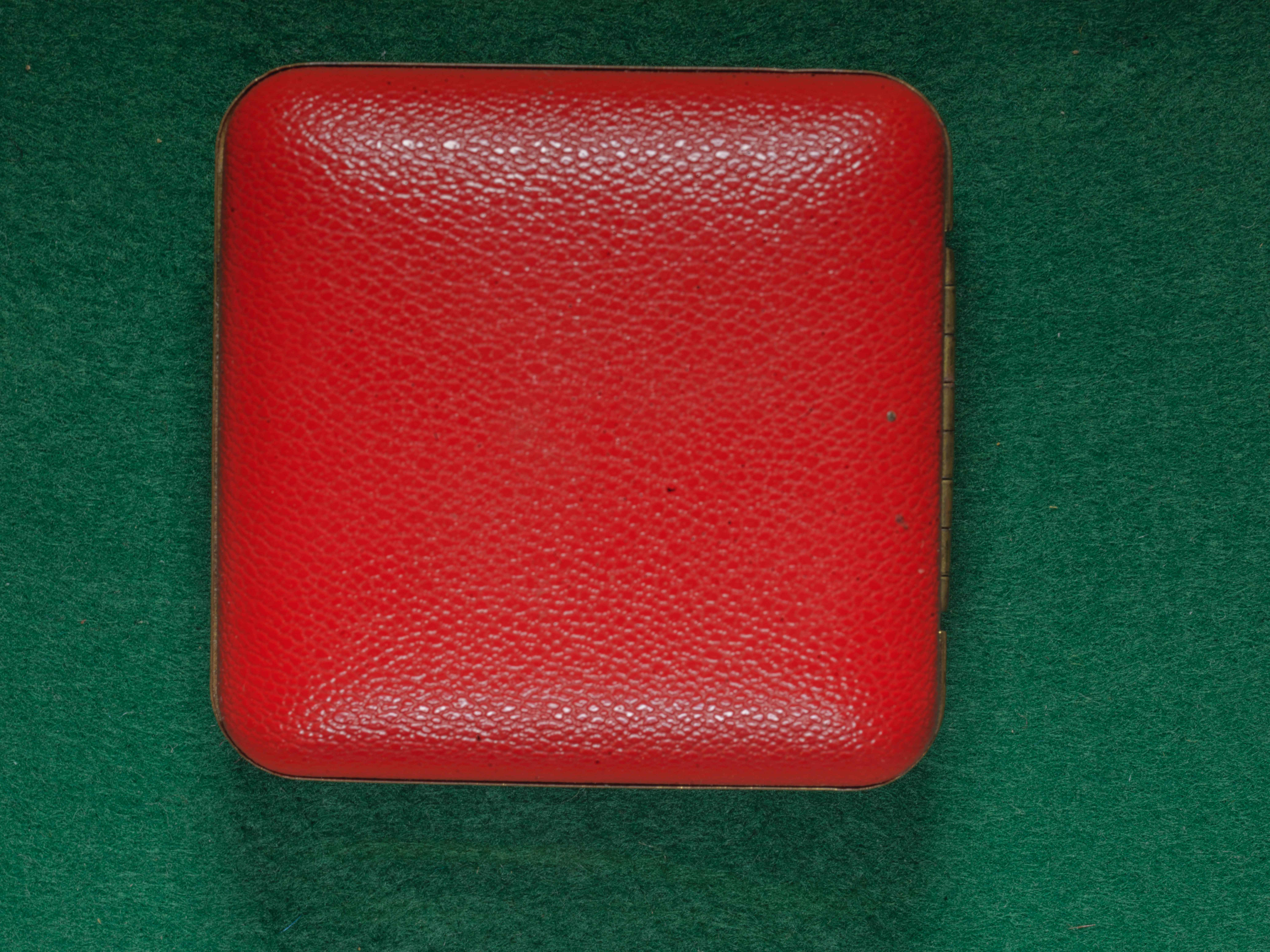
Despertador de petaca Europa
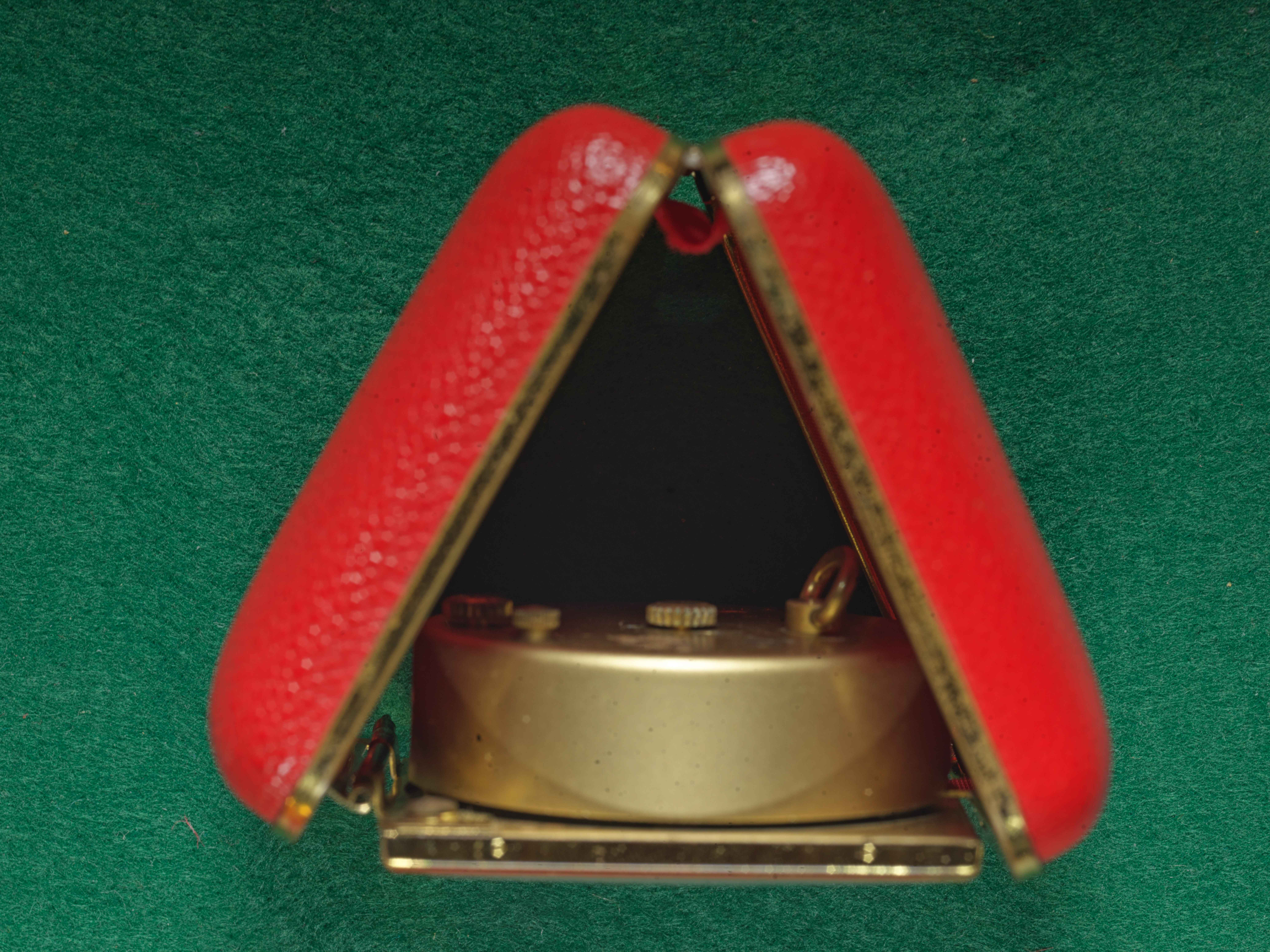
Despertador de petaca Europa